# Air Pegasus
Air Pegasus fue una aerolínea regional de la India. Fue la filial de Decor Aviation, una compañía que da asistencia en tierra a aeronaves. Comenzó operaciones el 12 de abril de 2015 con vuelos de Bangalore, su centro de operaciones, a Hubli. La aerolínea volaba a ocho destinos en la India del Sur con tres aviones ATR 72-500. Air Pegasus suspendió sus operaciones el 27 de julio de 2016 debido a problemas financieros. Espera reanudarlas a principios de 2018 ya que ha establecido una relación con la compañía Dawn Aviation.

## Destinos
Air Pegasus volaba a los siguientes destinos en la India en mayo de 2016:
| Estado     | Ciudad             | Aeropuerto                             | Notas |
| ---------- | ------------------ | -------------------------------------- | ----- |
| Karnataka  | Bangalore          | Aeropuerto Internacional Kempegowda    | Hub   |
| Karnataka  | Hubli              | Aeropuerto de Hubli                    | —     |
| Karnataka  | Mangalore          | Aeropuerto Internacional de Mangalore  | —     |
| Kerala     | Kochi              | Aeropuerto Internacional de Cochin     | —     |
| Kerala     | Thiruvananthapuram | Aeropuerto Internacional de Trivandrum | —     |
| Tamil Nadu | Chennai            | Aeropuerto Internacional de Chennai    | —     |
| Tamil Nadu | Madurai            | Aeropuerto de Madurai                  | —     |

## Flota

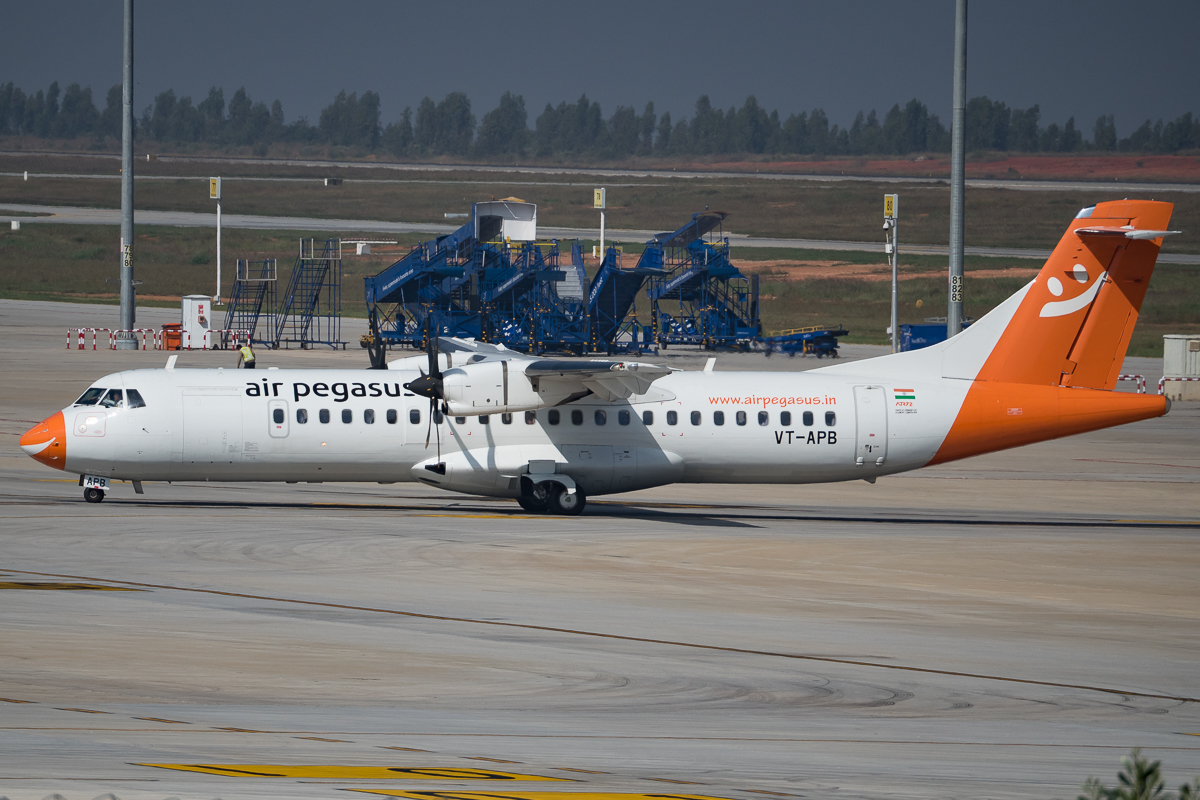
Un ATR 72-500 de Air Pegasus en el Aeropuerto Internacional Kempegowda en diciembre de 2015

Air Pegasus operaba las siguientes aeronaves antes de suspender sus operaciones:
| Avión      | En servicio | Pedidos | Pasajeros | Notas |
| Avión      | En servicio | Pedidos | Y         | Notas |
| ---------- | ----------- | ------- | --------- | ----- |
| ATR 72-500 | 3           | —       | 66        | —     |
| Total      | 3           | 0       |           |       |